# Hans Dietrich von Zanthier (Politiker)
Hans Dietrich Hermann Ernst von Zanthier (* 24. August 1856 in Beyershagen; † 17. Dezember 1925 in Pütnitz) war preußischer Landrat und Politiker.

## Familie
Er entstammte dem alten Adelsgeschlecht Zanthier und war der Sohn des gleichnamigen Gutsbesitzers Hans Dietrich von Zanthier (1821–1904), Gutsherr auf Pütnitz, Beyershagen und Tempel (alle heute Ortsteile von Ribnitz-Damgarten) sowie Pätschow (heute Ortsteil von Groß Polzin), und der Auguste von Santen (1830–1900).
Zanthier heiratete am 1. Dezember 1890 in Dresden Margarete (Marga) von Schönberg (* 2. Juli 1869 in Leipzig; † 3. Februar 1948 in Bad Doberan, Mecklenburg-Vorpommern), die Tochter des königlich-sächsischen Wirklichen Geheimrats Bernhard von Schönberg, Präsident der Oberrechnungskammer, und der Marie Fischer.
Sein direkter Vorfahr war der gräflich-stolbergsche Oberforstmeister Hans Dietrich von Zanthier (1717–1778).

## Leben
Zanthier studierte in Göttingen und wurde dort 1876 beim Corps Saxonia aktiv. Er war Gutsherr auf Pütnitz, königlich preußischer Geheimer Regierungsrat und von 1889 bis 1906 Landrat des Kreises Franzburg. Er war Rechtsritter des Johanniterordens. 1909 wurde er auf Präsentation des alten und des befestigten Grundbesitzes im Landschaftsbezirk Neuvorpommern und Rügen Mitglied des Preußischen Herrenhauses.